# Sopwith Hippo
Sopwith 3F.2 Hippo là một mẫu thử máy bay tiêm kích của Anh trong Chiến tranh thế giới I.

## Tính năng kỹ chiến thuật
Dữ liệu lấy từ British Aeroplanes 1914-18
Đặc điểm tổng quát
- Kíp lái: 2
- Chiều dài: 24 ft 6 in (7,46 m)
- Sải cánh: 38 ft 9 in (11,81 m)
- Chiều cao: 9 ft 4 in (2,85 m)
- Diện tích cánh: 340 sq ft (31,6)
- Trọng lượng rỗng: 1.481 lb (673 kg)
- Trọng lượng có tải: 2.590 lb (1.177 kg)
- Động cơ: 1 × Clerget 11Eb, 200 hp (149 kW)

 Hiệu suất bay 
- Vận tốc cực đại: 115 mph (100 knot, 185 km/h) trên độ cao 10.000 ft (3.050 m)
- Trần bay: 17.000 ft (5.200 m)
- Vận tốc lên cao: 1.000 ft/phút (5,1 m/s)
- Lên độ cao 10.000 ft (3.050 m): 13 phút 25 giây

Trang bị vũ khí

- Súng: 

  - 2× súng máy Vickers .303 in
  - 1×.Súng máy Lewis .303 in